# Mercado artesanal de Salta

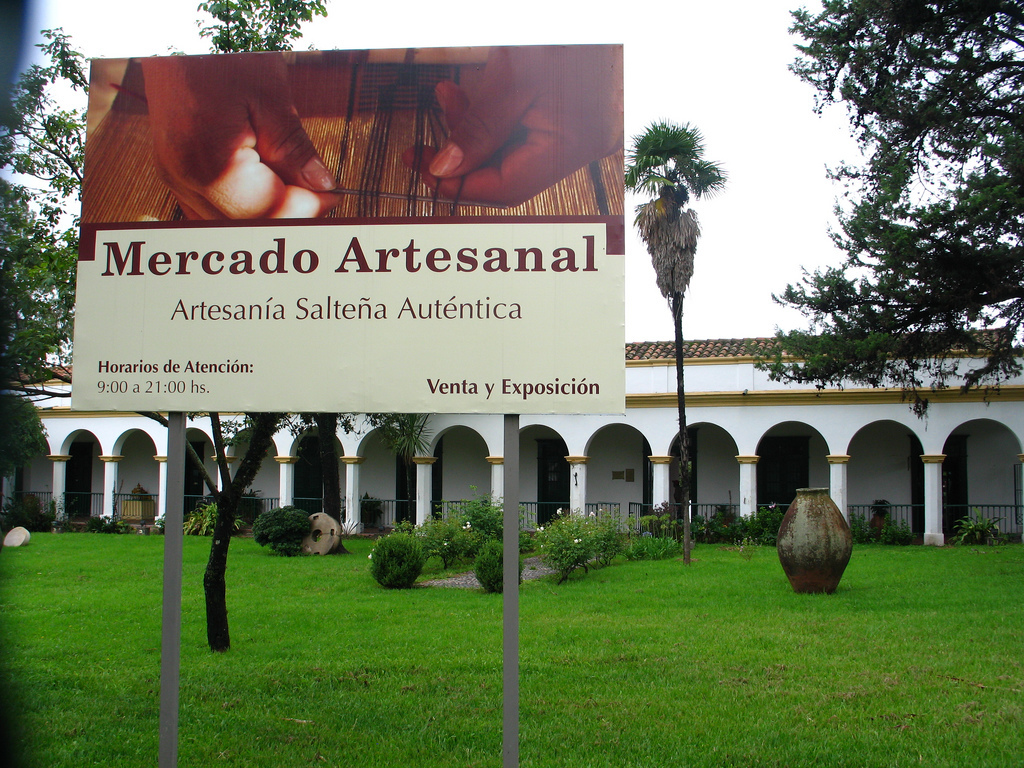
Mercado Artesanal de Salta.

La casona histórica donde funciona actualmente el mercado artesanal de Salta es un edificio histórico del siglo XIX, hogar de colaboradores en la causa española, de padres jesuitas y valientes patriotas. Ubicado en el límite oeste de la ciudad de Salta en la provincia homónima, se inauguró como mercado artesanal en 1968 siendo el primero de la República Argentina en crearse en su rubro, funcionando como tal en la actualidad.
La finca donde se emplaza este edificio se encuentra ubicada en las afueras del centro de la ciudad de Salta, en la base de suaves ondulaciones conocidas hoy con el nombre de Lomas de Madeiro, donde se libró la Batalla de Salta. Tanto la finca como la casona histórica están unidas a la historia de la Provincia de Salta y la nación misma.

## Cronología e historia

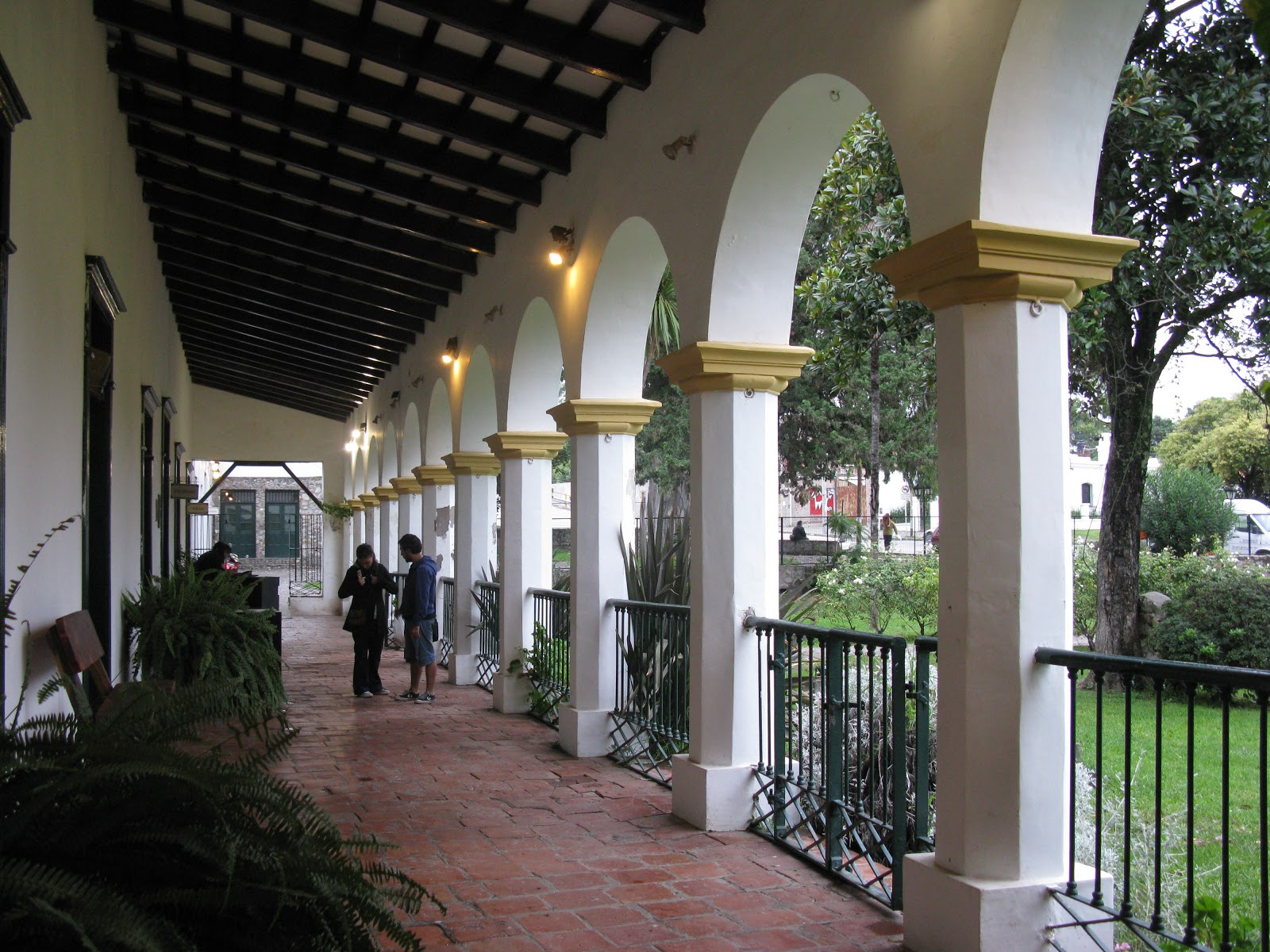
Galería interna del mercado.

El origen de esta finca se remonta a la fundación de Salta (1582) cuando el entonces gobernador Hernando de Lerma entrega en 1583 estas tierras, por merced real, a Don Hernando Arias Velásquez integrante de una de las familias aristocráticas llegadas a la reciente ciudad fundada por "contribuir al sustento de la ciudad con armas y caballos".
Las crónicas señalan que funcionó allí el primer molino de cereales de Salta construido en 1586, principal fuente de trabajo de lugareños. Desde tiempos fundacionales sobresalieron en la zona algunas salas y los molinos; justamente estos molinos concentraron toda la actividad comercial occidental de la ciudad.
En 1733 su sucesor Lorenzo Arias Velásquez, transfiere la propiedad a manos de la compañía de Jesús, siendo uno de los asientos jesuitas en la actual ciudad de Salta. Debido a que la principal fuente de trabajo en el lugar eran dos molinos, la finca se hizo conocida como “Alto Molino”. 
Los jesuitas conservaron la propiedad hasta que en 1767, por orden del rey Carlos III de España, se expulsa a la Compañía de Jesús de las tierras del reino de España.
Fue a partir de ese momento que todas las propiedades jesuitas, incluida la finca Alto Molino, pasan a ser administradas por la Junta de Temporalidades, haciendo que los jesuitas abandosen todas las tierras, conventos y estancias que estaban en su poder.
Tras la expulsión de los jesuitas de los dominios españoles todos los bienes fueron confinados a la Junta donde se dispersaron y cambiaron de dueño, en muchos casos terminaron en manos de familias más pudientes.
Posteriormente, los herederos de Lorenzo Arias Velásquez reclamaron nuevamente la posesión, volviendo a instalarse en la propiedad.
En la última década del siglo XVIII, la finca es adquirida por José de Medeiros, un destacado personaje de la sociedad colonial salteña gobernador interino entre 1808 y 1810. Fue él quien mandó construir la sala de la finca en el año 1807, conocida como Quinta de Medeiros.
Este solar fue testigo directo de las luchas por la independencia argentina. El 2 de junio de 1820 en ese mismo lugar se produce el enfrentamiento y la posterior victoria del patriota Zavala, de la Fuerza de Güemes sobre los realistas. Numerosas fueron las ocasiones en que las casona sirvió de abastecimiento para las fuerzas patriotas.
Una de las hijas de Medeiros, Gertrudis, se casó con el coronel Juan Adrián Fernández Cornejo, y tuvo una actuación relevante en la causa de los patriotas. La Quinta de Medeiros fue saqueada por los realistas y ella fue tomada prisionera y llevada a pie hasta Jujuy, donde actuó como hábil espía del general Martín Miguel de Güemes.
En el año 1829 Medeiros vende la finca a Juan Gregorio Patrón y Fernández, pasando a ser identificada como “Hacienda el Paraíso” o “Las Lomas de Patrón”. La casona empieza a ser modificada llegando a ser a mediados del siglo XIX posta y hospedaje de viajeros a los que se les brindaba cama y comida. En su entorno se desarrollaron curtiembres y puestos en los que se vendía pimentón y otras especias, lugar donde estaban las famosas "chicherías". Fue allí donde se alojó la primera curtiembre salteña.
A fines del siglo pasado, Don Enrico Mosca, llegado de Macceratta (Italia) arrienda los molinos y terrenos aledaños. Viendo la prosperidad de su negocio a sus hermanos, entre los que estaba Domingo, quien habita La Casona y la hace funcionar como posta de carruajes de alquiler, entre otras cosas.
Finalmente, y luego de sucesivas ventas, a fines de 1968 la casona es donada al Gobierno de la Provincia por los herederos de Arias Velásquez convirtiéndose en patrimonio de la Secretaría de Turismo de la Provincia, quién funda y empieza a administrar el primer mercado artesanal de la provincia.
El 15 de julio de 1968 la casa histórica abre sus puertas como Mercado Artesanal, siendo el primero de la Argentina en su rubro, funcionando como tal hasta la actualidad.
En 1993 se nuclean artesanos pertenecientes a diferentes etnias y regiones de la provincia quienes elaboran y venden sus producciones al público. Es allí donde los visitantes pueden observarlos trabajar y así familiarizarse con su labor y realidad.

## Estructura de la casa histórica
El edificio construido a principios del siglo XIX es una hermosa casona de una sola planta que alza su estructura con gruesos muros de adobe blanqueados a la cal, con columnas sosteniendo una amplia galería sobre un patio central y campanario.
La estructura de la casona es la típica de estas construcciones, de pisos rústicos, con cimientos de piedra y calicanto de más de trescientos metros de largo.
A lo largo de toda la fachada y en el interior, corren galerías que permiten el acceso a las habitaciones, además de la vinculación otorgada por las puertas interiores. El techo de tejas está resuelto a dos aguas. La galería que le permite el sustento está realizada con pilares octogonales de mamposterías y arcos de medio punto. 
A lo largo del tiempo esta casona sufrió modificaciones en sucesivas ocasiones hasta finales del siglo XIX, dando como resultado el recinto que puede observarse en la actualidad.
La casa que actualmente conocemos, con cimientos altos de piedras y cal con rodezno, piedra labrada y hierro, es seguramente parte de la sala que aún perdura y a la que se incorporaron modificaciones posteriores.

## Productos artesanales
Pueden encontrarse allí verdaderos ejemplos de artesanía salteña realizados por artesanos que llegan de diferentes regiones de la provincia de Salta a exponer y vender sus trabajos.
Los productos revelan el talento y la aptitud de técnicas practicadas y habituadas durante siglos, infundiendo caracteres y estilos típicos de la región norte de la Argentina. Prestigiosa por ser parte de la cultura tradicional de la comunidad, esta artesanía es realizada enteramente a mano con componentes naturales.
Cada uno de los productos que se comercializan dentro del mercado artesanal de Salta posee un certificado de autenticidad que garantiza su calidad, como así también el origen de la artesanía.
Allí se encuentran productos artesanales de lo más variados, destacándose la cestería, los tejidos, la alfarería, finos trabajos en plata, hierro forjado, en cuero y artesanía Chané.
Encontramos también instrumentos musicales como guitarras, bombos, quenas, charangos, erkes, anatas y sikus. Se destacan los productos regionales de primera calidad como quesillos, quesos, alfajores, dulces, licores y los típicos vinos de la región de los Valles Calchaquíes como los cafayateños entre muchos otros.
Por su historia, autenticidad y rica variedad de productos artesanales es un lugar recomendable para visitarlo.

## Actividades culturales
En las amplias salas pueden observarse desde ponchos artesanales, mantas y tapices, hasta figuras hechas en madera y cerámica. En temporada alta turística, los patios de la casona se convierten en escenario de espectáculos gratuitos y fiestas populares.
Cada año y en el mes de febrero, se celebra el desentierro y entierro del carnaval; la quema de Judas en Semana Santa; la fiesta de la Pachamama el 1º de agosto y el 15 de julio, con espectáculo y actividades especiales, se festeja el aniversario del mercado.

## Accesibilidad
Ubicado actualmente sobre Av. San Martín 2555 de la ciudad de Salta, el mercado artesanal abre sus puertas todos los días (de lunes a lunes) de 9:00 a 21:00 h.
Desde el centro de la ciudad, puede accederse en taxi o en transporte público de pasajeros a través de la línea 5C.